# Cratere Tsinger
Tsinger è un cratere lunare di 44,21 km situato nella parte nord-occidentale della faccia nascosta della Luna.